# Margaret Howe Lovatt
Margaret Howe Lovatt (nascida como Margaret C. Howe, em 1942) é uma ex-voluntária americana naturalista de Saint Thomas, Ilhas Virgens dos EUA. Na década de 1960, ela participou de um projeto de pesquisa financiado pela NASA, no qual tentou ensinar um golfinho chamado Peter a compreender e imitar a fala humana. Quando criança, ela se inspirou em um livro chamado Miss Kelly, uma história sobre um gato que se comunicava com humanos. Isso a inspirou a pesquisar sobre o ensino de animais a falar a linguagem humana.

## Dolfinário
Quando estava no início dos seus 20 anos, Lovatt morava na ilha caribenha de St. Thomas, onde havia um laboratório de pesquisa de golfinhos. O diretor do laboratório, Gregory Bateson, permitiu que ela observasse o comportamento dos golfinhos e ficou impressionado com seu entusiasmo e diligência como observadora, apesar da falta de formação científica. Enquanto trabalhava como voluntária no laboratório, ela conheceu John C. Lilly, um neurocientista do California Institute of Technology. Ele estava construindo um laboratório de pesquisa com financiamento da NASA e da United States Navy, com o objetivo de se comunicar com formas de vida extraterrestres. Para simular essa situação, ele construiu um "Dolfinário", uma casa de golfinhos inundada de água, em Saint Thomas. Lá, Lilly acomodou três golfinhos, duas fêmeas chamadas Sissy e Pamela, e um golfinho macho jovem da espécie golfinho-roaz chamado Peter. Todos eles foram levados do Marine Studios e já haviam participado da série de televisão Flipper. Em 1964, o "Dolfinário" estava completamente funcional, e como Lilly viajava frequentemente, ele designou Lovatt para treinar os golfinhos.
O objetivo do experimento no "Dolfinário" era ensinar aos golfinhos a linguagem humana. Durante um período de dois anos, Lilly e Lovatt, ambos com abordagens muito diferentes, tentaram provar que os golfinhos poderiam imitar a linguagem humana. Lovatt raciocinou que, se ela convivesse com os golfinhos e emitisse sons parecidos com os humanos, assim como uma mãe ensina seu filho a falar, eles teriam mais sucesso. Ela tentou falar devagar e mudar o tom de sua voz para ajudar Peter a pronunciar as palavras que ela queria que ele aprendesse. Lovatt e o golfinho macho pubescente, Peter, passavam todo o tempo juntos no isolado "Dolfinário", onde ela documentava o progresso de Peter com suas lições diárias e encorajamento para dizer as palavras "Olá Margaret". Segundo Lovatt, o som "m" era extremamente difícil para Peter pronunciar sem criar bolhas na água.
As experiências de Lovatt e sua relação com o golfinho Peter foram documentadas no documentário The Girl Who Talked to Dolphins, dirigido por Christopher Riley.

## Complicações
Peter, sendo um golfinho adolescente, frequentemente tinha impulsos sexuais, que incluíam se esfregar em Lovatt. Esses impulsos atrapalhavam as lições de Peter, e levá-lo para uma piscina no andar de baixo com duas golfinhas fêmeas se mostrou um problema logístico para Lovatt. Eventualmente, Lovatt aliviava os impulsos de Peter ela mesma, afirmando: "Não era sexual da minha parte. Talvez sensível. Parecia-me que isso aproximava o vínculo. Não por causa da atividade sexual, mas por causa de não ter que interromper. E era realmente só isso. Eu estava lá para conhecer Peter. Isso era parte de Peter... Isso apenas se tornava parte do que estava acontecendo, como uma coceira, apenas aliviar e seguir em frente."
Um artigo intitulado "Sexo entre Espécies: Humanos e Golfinhos" foi publicado na revista Hustler, o qual dramatizou a situação e teve um impacto negativo na imagem de sua pesquisa.
Outros problemas surgiram em torno do projeto. Além da pesquisa de comunicação animal de Lovatt, Lilly também havia recebido financiamento para pesquisar os efeitos da droga LSD. Lilly estava testando os efeitos da droga em golfinhos, mas não obteve resultados significativos. Como suas experiências de comunicação e sua pesquisa com LSD não estavam dando frutos, o Dolfinário de Lilly acabou perdendo todo o financiamento. Devido à falta de recursos, os golfinhos foram transferidos para outra instalação, em um prédio de banco reaproveitado em Miami.
Em tanques menores e com a falta de luz solar e espaço, Peter rapidamente começou a deteriorar-se e, eventualmente, encerrou sua vida ao se afogar. O ativista dos golfinhos, Ric O'Barry, explica: "Os golfinhos não são respiradores automáticos como nós [humanos]... Cada respiração é um esforço consciente. Se a vida se torna insuportável demais, os golfinhos simplesmente respiram e afundam até o fundo. Eles não tomam a próxima respiração."

## Vida pessoal
Lovatt permaneceu na ilha e casou-se com um fotógrafo que registrou sua pesquisa. Mais tarde, eles voltaram a morar no Dolfinário e o transformaram em uma casa para a família. Juntos, tiveram três filhas.

## Na cultura popular
A história foi parodiada no esquete "The Dolphin Who Learned to Speak" do programa Saturday Night Live.
A história também é mencionada no episódio "Final DeSmithation - Fortune cookies, broh" da série Rick & Morty (S6 EP5TV-14).